# Спягло
Спягло (бел. Спягла) — деревня в Вилейском районе Минской области Белоруссии, в составе Ижского сельсовета. Население 11 человек (2009).

## География
Деревня находится в 12 км к северо-западу от центра сельсовета агрогородка Ижа, в 22 км к юго-западу от Мяделя и в 33 км к северо-западу от города Вилейка. Спягло расположено на северо-западной оконечности Вилейского района рядом с границами Мядельского района и Гродненской области. Связана местной дорогой с агрогородком Лыцевичи. Восточнее деревни находятся обширные торфяники с сетью мелиорационных каналов.

## История
В 1861 году имением Спягла в Свенцянском уезде владел помещик Бозковский. В имении числилось 209 крепостных душ мужского пола и 42 двора, из которых 36 было издельных и 6 состоящих частично на оброке, и частично на барщине.. Всего удобной земли в имении было 840 десятин (по 4 десятины на душу). Величина денежного оброка со двора составляла 25 руб. Повинности те же, что и у барщинных, кроме того давали гуся. Натуральные дани с каждого двора были следующие: ночной караул, обсеменение полей, 30 яиц, 1 курица, 30 грибов, 1 гарнец ягод и половина собираемого меда.  Пригона отбывалось по 104 дня со двора для крепостных мужского и женского пола. Сгона было по 6 дней для рабочих душ мужского пола.

## Достопримечательности
- Православная церковь Успения. Построена в 1923 году из дерева. Включена в Государственный список историко-культурных ценностей Республики Беларусь[2]